# Helmuth Hamminger

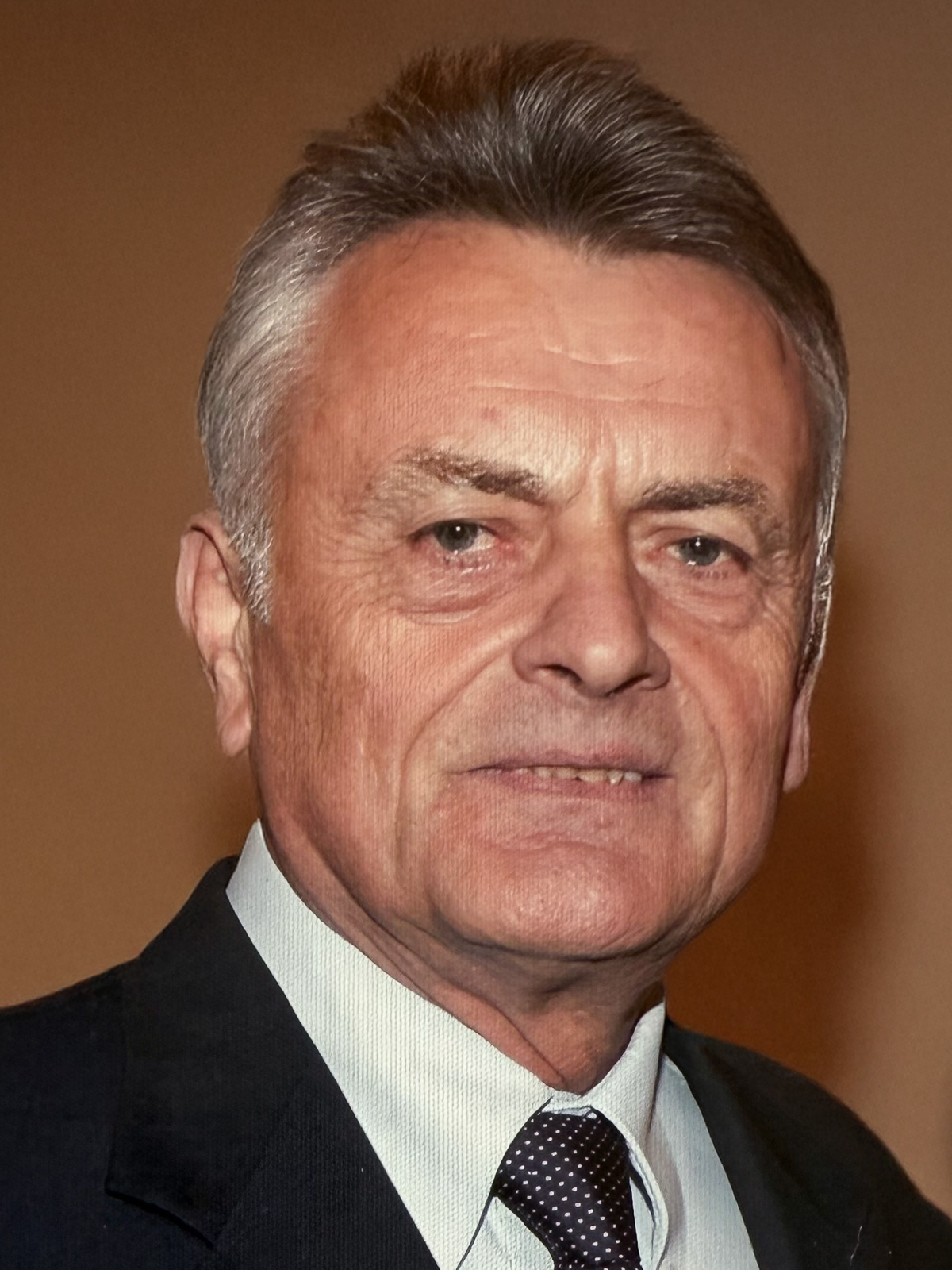
Helmuth Hamminger (2025)

Helmuth Hamminger (* 21. April 1942 in Wels, Oberösterreich; † 22. Dezember 2024 in Linz) war ein österreichischer Manager. Er war von 1993 bis 1999 Finanzvorstand der VA Technologie AG (VA TECH), welcher in dieser Zeit als größter österreichischer Technologiekonzern galt.

## Leben
Helmuth Hamminger wuchs in Waldzell im Innviertel auf, wo er die Volksschule und dann das Bundesrealgymnasium in Ried im Innkreis und anschließend in Linz-Waldegg besuchte. Nach der Matura im Jahr 1961 in Linz studierte Hamminger an der Hochschule für Welthandel in Wien. 1966 erfolgte seine Sponsion zum Diplomkaufmann.
Hamminger begann 1966 seine berufliche Tätigkeit bei der VOEST ALPINE in Linz als kaufmännischer Projektleiter im Industrieanlagenbau (VAI). 1978 wurde Hamminger Gesamtverkaufsleiter der Mineral- und Metallurgietechnik für Westeuropa, Nord- und Südamerika, nachdem er zuvor für den Auf- und Ausbau der Stranggießtechnik verantwortlich war. 1988 wurde Hamminger in den Vorstand der VOEST-ALPINE Industrieanlagenbau berufen und war 1991 dessen Vorsitzender. Von 1993 bis 1999 war Hamminger Finanzvorstand der VA Technologie, des damals größten Technologiekonzern Österreichs mit 23.000 Mitarbeitern und über 50 Milliarden Schilling Umsatz. Sein Grundsatz war: „Die besten Geschäfte sind diejenigen schlechten Geschäfte, die wir nicht machen“.
Zusätzlich war Hamminger stv. Vorsitzender im Aufsichtsrat des Österreichischen Forschungszentrum Seibersdorf und Aufsichtsratsvorsitzender der Austro Control Österreichische Gesellschaft für Zivilluftfahrt GmbH. Er war auch als Laienrichter des Kartellobergerichts Österreich engagiert.
Hamminger war verheiratet und hatte einen Sohn. Er verstarb nach langer schwerer Krankheit am 22. Dezember 2024. Er wurde am Friedhof Wien-Hietzing (Gruppe 54, Nummer 25) bestattet.

## Auszeichnungen
- 1999: Großes Goldenes Ehrenzeichen für Verdienste um die Republik Österreich[4]
- 1999: Silbernes Ehrenzeichen des Landes Oberösterreich
- 1998: Wirtschaftsmedaille der Stadt Linz